# Benjani Mwaruwari
Benjamin Mwaruwari (Bulawayo, 13 augustus 1978) - alias Benjani - is een Zimbabwaans voormalig betaald voetballer van Malawische afkomst die bij voorkeur in de aanval speelde. Hij tekende in augustus 2010 een eenjarig contract met een optie voor nog een seizoen bij Blackburn Rovers FC, dat hem transfervrij inlijfde. In 1998 debuteerde hij in het Zimbabwaans voetbalelftal, waarvoor hij meer dan veertig interlands speelde. Benjani is sinds 2006 de aanvoerder van het nationale team van Zimbabwe.

## Clubcarrière
Benjani kwam in zijn geboorteland Zimbabwe uit voor de ploegen Lulu Rovers, Zimba Africa Rivers en Air Zimbabwe Jets. Een wedstrijd tussen het Zuid-Afrikaans voetbalelftal en dat van Zimbabwe bracht hem onder de aandacht van de Zuid-Afrikaanse vereniging Jomo Cosmos, waarvoor hij vanaf 1999 uitkwam.
Benjani werd in 2001 verkozen tot voetballer van het jaar in Zuid-Afrika. Datzelfde jaar vertrok hij op huurbasis naar Grasshoppers, waarop hij een jaar later door Guy Roux naar het AJ Auxerre werd gehaald. In het seizoen 2004/05 scoorde hij daarvoor elf doelpunten in 31 wedstrijden. In dat jaar scoorde hij tevens het openingsdoelpunt voor AJ Auxerre in de bekerfinale. Hij won met AJ Auxerre in zowel 2003 als 2005 de Franse beker.
Onder trainer Jacques Santini raakte Benjani na 2005 op een zijspoor bij AJ Auxerre. In januari 2006 verkaste hij naar Portsmouth FC, waarvoor hij twee jaar speelde. In de winter van 2008 werd hij ingelijfd door Manchester City FC. Zijn eerste doelpunt voor de club was tegen Portsmouth FC. In het seizoen 2008/09 scoorde hij in onder meer de Europa Cup-wedstrijden tegen FC Twente en FC Schalke 04. Manchester City FC verhuurde Benjani in februari 2010 voor een half jaar aan Sunderland AFC, dat hem daarna niet vastlegde. Bij Manchester City FC mocht hij ook vertrekken, waarna hij een contract tekende bij Blackburn Rovers. In 2011 keerde hij terug naar Portsmouth FC waar hij eerder al werkzaam was van 2006 tot 2008.

## Statistieken
| Seizoen | Club               | Land        | Competitie            | Wed. | Doelp. |
| ------- | ------------------ | ----------- | --------------------- | ---- | ------ |
| 1999/00 | Jomo Cosmos        | Zuid-Afrika | Premier Soccer League | 15   | 7      |
| 2000/01 | Jomo Cosmos        | Zuid-Afrika | Premier Soccer League | 30   | 13     |
| 2001/02 | → Grasshoppers     | Zwitserland | Super League          | 24   | 1      |
| 2002/03 | AJ Auxerre         | Frankrijk   | Ligue 1               | 27   | 7      |
| 2003/04 | AJ Auxerre         | Frankrijk   | Ligue 1               | 3    | 0      |
| 2004/05 | AJ Auxerre         | Frankrijk   | Ligue 1               | 31   | 11     |
| 2005/06 | AJ Auxerre         | Frankrijk   | Ligue 1               | 11   | 1      |
| 2005/06 | Portsmouth FC      | Engeland    | Premier League        | 16   | 1      |
| 2006/07 | Portsmouth FC      | Engeland    | Premier League        | 30   | 6      |
| 2007/08 | Portsmouth FC      | Engeland    | Premier League        | 23   | 12     |
| 2007/08 | Manchester City FC | Engeland    | Premier League        | 13   | 3      |
| 2008/09 | Manchester City FC | Engeland    | Premier League        | 8    | 1      |
| 2009/10 | Manchester City FC | Engeland    | Premier League        | 2    | 0      |
| 2009/10 | → Sunderland AFC   | Engeland    | Premier League        | 8    | 0      |
| 2010/11 | Blackburn Rovers   | Engeland    | Premier League        | 18   | 3      |
| 2011/12 | Portsmouth FC      | Engeland    | Championship          | 18   | 1      |
| 2012/13 | Chippa United      | Zuid-Afrika | Premier Soccer League | 9    | 1      |
| 2013/14 | Bidvest Wits       | Zuid-Afrika | Premier Soccer League | 15   | 0      |
| Totaal  | Totaal             | Totaal      | Totaal                | 301  | 68     |